# بارفلای (فیلم)
بارفلای (به انگلیسی: Barfly) فیلم آمریکایی کمدی درام به کارگردانی باربت شرودر و فیلم نامه‌نویسی چارلز بوکوفسکی. این فیلم خودزندگی‌نامهٔ چارلز بوکوفسکی است طی زمانی که در لس آنجلس مشغول بدمستی بود. فیلمنامه در سال ۱۹۸۷ توسط کارگردان فرانسوی شرودر کارگردانی شد.